# Jonas Knutsson
Jonas Knutsson, född 26 juni 1965 i Umeå sopranino, sopran-, alt- och barytonsaxofonist, kompositör och pedagog. I mars 2022 utsågs han till ledare för Umeå Jazzfestival.
Jonas Knutsson är jazz- och folkmusiker inspirerad av jazz, skandinaviska folksångare och fiolspelmän, jojk, västafrikansk, nord- och sydindisk klassisk musik (karnatisk musik) och har medverkat i bl.a. Cabazz, Mynta, Elise Einarsdotter Ensemble, Enteli, Nordan, Encore (jazz i Sverige 1990), Triptyk, L'arbre voyage/The travelling tree (med franska slagverkaren Bertrand Renaudin), Stockholm Folk Big Band, Hodos Quartet (Olivier Cahours, Frankrike), Turbulent silence (med Bertrand Renaudin), Paavo, Gushpanka, Jonas Knutsson band, Jonas Knutsson kvartett, Norrland (Johan Norberg/Jonas Knutsson), Berger Knutsson Spering, Fredrik Thordendal och Horn Please.
Melodin från Knutssons komposition ”Hymn” har använts av artister som Avicii, på låten ”Dear Boy”, Victor Leksell på ”Fantasi”, Hov1 på "Lilla B" och S1 på "Sommar" . 
Knutsson spelar idag bland annat med den egna trion New Orbits tillsammans med slagverkaren Mikael Emsing och producenten och ljuddesignern Andreas Estensen.

## Priser och utmärkelser
- 1992 – Jazz i Sverige
- 2001 – Jazzkatten, ”Årets jazzgrupp”: Berger Knutsson Spering
- 2018 – Laila och Charles Gavatins stiftelse för jazzmusik
- 2019 – Kungliga Skytteanska Samfundets stora pris
- 2019 − Jan Johansson-stipendiet
- 2020 − "Årets folkmusik" på Grammisgalan 2020 (tillsammans med Lena Willemark och Mats Öberg)[2]
- 2021 –  Ledamot av Kungliga Musikaliska Akademien

## Diskografi (i urval)

### Solo
- 1992 – Vyer
- 1994 – Lust
- 1997 – Flower in the Sky (samlingsalbum)
- 1997 – Malgomaj
- 2002 – Jonas Knutsson Quartet
- 2007 – Horn Please! (med Horn Please)
- 2008 – A Remark You Made - Memories of Joe Zawinul (med Jonas Knutsson Quartet)
- 2010 – Blåslåtar
- 2014 – Livsmedel (med Jonas Knutsson Quartet)

### Berger Knutsson Spering
- 1997 – Om natten
- 2001 – Live vol 1 at Glenn Miller Café
- 2001 – Live vol 2 at Mosebacke with Bobo Stenson
- 2003 – Arco Iris (med Berger Knutsson Spering & Mirja Mäkelä)
- 2004 – Up Close
- 2005 – See You in a Minute – Memories of Don Cherry (Berger Knutsson Spering & Friends)
- 2015 - Blue Blue with Berger Knutsson Spering Schultz

### New Orbits
- 2020 - Norna/Gula Xhemgin
- 2020 - Baobab/Bo Mikaels bike

### Samarbeten
- 1995 – Vadårå Vadårå (med Mats Öberg)
- 1999 – Latitudes Crossing (med Ale Möller)
- 2000 - Lárbre Voyage (med Bertrand Renaudin, Herve Sellin, Yves Rosseau)
- 2002 - Turbulent Silence (med Bertrand Renaudin, Enrico Rava, Palle Danielsson, Olivier Cahors)
- 2004 – Norrland (med Johan Norberg)
- 2005 – Cow Cow: Norrland II (med Johan Norberg)
- 2005: - Christmas with My Friends (med Nils Landgren & vänner)
- 2006 – Himlen har inga hål (med Thomas Tidholm)
- 2008 – Live (med Mats Öberg)
- 2008 – Skaren: Norrland III (med Johan Norberg)
- 2008 - Christmas with My Friends II (med Nils Landgren & vänner)
- 2009 – Louana (med Mathilde Renault)
- 2012 – Alla drömmars sång (med Lena Willemark och Mats Öberg)
- 2012 - Christmas with My Friends III (med Nils Landgren & vänner)
- 2013 - New Eyes On Baroque (med Jeanette Köhn, Nils Landgren, Eva Kruse, Johan Norberg och Swedish Radio Choir
- 2014 – Nos Honks (med Anna Roussell och Markus Tullberg)
- 2014 - Sånger från Norr (med Lisa Lestander och Mats Öberg)
- 2014 - Christmas with My Friends IV (med Nils Landgren & vänner)
- 2015 - Orsa by Night (med Thomas Tidholm)
- 2016 - Christmas with My Friends V (med Nils Landgren & vänner)
- 2016 - Christmas with My Friends VI (med Nils Landgren & vänner)
- 2018 - Sånger från Norr II (med Lisa Lestander och Mats Öberg)
- 2018 - Christmas with My Friends VI (med Nils Landgren & vänner)
- 2019 - Svenska Låtar (med Lena Willemark och Mats Öberg)
- 2021- Vaggvisor i oredans tid (med Jeanette Köhn och Mats Bergström)

### Övrigt
- 1985 - Short Conversation (Mynta)
- 1987- Chinese Garden (Cabazz)
- 1988 - Sezen Aksu 88 (Sezen Aksu)
- 1990 - Encore (Encore)
- 1993 - Senses (Elise Einarsdotter Ensemble)
- 1993 – Nordan (Lena Willemark & Ale Möller)
- 1994 – Enteli (Enteli)
- 1995 – Sagan om ringen (Enteli)
- 1996 – Agram (Lena Willemark & Ale Möller)
- 1996 – Trends and Other Diseases (Mats/Morgan)
- 1997 – Enteli Live (Enteli)
- 1997 – Sol Niger Within (Fredrik Thordendal's Special Defects)
- 1998 – Triptyk (Triptyk)
- 1998 – Memories & Visions (Mikael Berglund)
- 2001 – Midwinter Night's Mass (Triptyk)
- 2002 – On Air with Guests (Mats/Morgan)
- 2004 – Bodjal (Ale Möller Band)
- 2008 – Det som sker... (Gunnel Mauritzson Band)
- 2008 – Christmas with My Friends II (Nils Landgren)
- 2009 – Dedications (som producent)
- 2013 –  Dear Boy – True – Avicii
- 2014 – Crescendo 2014

## Verk
- 1997 – Svit för sopran/barytonsaxofon, stråkkvartett och 4 slagverkare
- 1997 – Festivalsvit för jazzsextett vid Göteborgs jazzdagar
- 2002 – Fanfar svit för 20 saxofoner, 10 slagverkare och elbas
- 2002 – Fri Musik Mosaik Svit för saxofon, akustisk gitarr och stråkkvartett
- 2003 – Almost March  verk för marschorkester
- 2003 – Almost Music Saxofonkonsert för sopransaxofon och kammarorkester
- 2006 – Almost Crescendo jazzkvartett, symfoniorkester och kör
- 2007 – Lycksele 400 verk för sopransaxofon, akustisk gitarr, kanteles, accordeon, stråkorkester och kör
- 2019 - Almost True Stories stråkorkester och 2 klassiska saxofonsolister

## Undervisningsmaterial
- 2021 – Saxofonboken, tillsammans med Kristin Uglar